# Soledad Orozco
Soledad Orozco de Ávila Camacho, geboren Soledad Orozco García (Zapopan, 13 oktober 1904 - Mexico-Stad, 18 augustus, 1996), was de echtgenote van generaal Manuel Ávila Camacho, president van Mexico van 1940 tot 1946.
Orozco was afkomstig uit een welgestelde familie uit Zapopan, een voorstad van Guadalajara in de staat Jalisco. Op school leerde zij Ávila Camacho kennen. Het paar huwde in 1925. Orozco's ouders waren het er niet mee eens dat hun dochter trouwde met een militair en waren niet bij de bruiloft aanwezig. Het paar ging wonen in de wijk Las Lomas in Mexico-Stad. In 1937 werd zij door de partij voorgedragen voor een congreszetel, maar bedankte voor de eer.
Orozco nam als first lady veel deel aan activiteiten ter behoeve van kinderen, armen, gehandicapten, etc., maar was vooral bekend wegens het conservatieve stempel dat zij Ávila Camacho's presidentschap meegaf. Bekend is vooral haar campagne om de Dianafontein aan de Paseo de la Reforma in Mexico-Stad, uit 1942 en die een naakte godin Diana uitbeeldt, al in 1943 te voorzien van een lendendoek. Pas in 1967 werd de doek, wegens de Olympische Spelen die het volgende jaar in Mexico-Stad georganiseerd zouden worden, verwijderd. Ook zorgde zij ervoor dat op 10 mei in Mexico voortaan Moederdag gevierd wordt.
Na het einde van Ávila Camacho's termijn trok het paar zich terug op hun landgoed in Veracruz, waar Ávila Camacho in 1955 overleed. Het paar had geen kinderen. Orozco overleefde haar echtgenoot meer dan veertig jaar en overleed in 1996.